# Get Sleazy Tour
Tournées par Kesha
North American Tour 2013 / Warrior Tour
(2013)
Le Get Sleazy Tour (stylisé en Get $leazy Tour) est la première tournée mondiale de la chanteuse américaine Kesha assurant la  promotion de son premier extended play, Cannibal. Officiellement annoncée le 8 novembre 2010, la tournée passe par l'Amérique du Nord, l'Australie et l'Asie. Décrite par Kesha comme « une ridicule fête fun et dance », la tournée a débuté le 15 février 2011 à Portland, Oregon et s'est terminée le 6 mai 2011, à Los Angeles, en Californie.
La tournée fut officiellement annoncée le 8 novembre 2010 via le site internet de la chanteuse. La tournée succède à la tournée que Kesha avait effectué en Amérique du Nord en première partie de Rihanna, le Last Girl on Earth Tour et à sa propre tournée promotionnelle en Europe à l'automne 2010 qui promouvait son premier album studio, Animal.

## Première partie
- Beardo (Amérique du Nord—Parties 1 et 3)
- 3OH!3 (Geneseo) [4]
- Natalia Kills (Royaume-Uni) [5]
- LMFAO (Royaume-Uni, Amérique du Nord—Partie 3) [6]
- Spank Rock (Amérique du Nord—Partie 3) [6]

## Ordre des chansons
1. Sleazy
2. Take It Off
3. Fuck Him He's a DJ
4. Dirty Picture
5. Blow
6. Blah Blah Blah
7. Party At a Rich Dude's House
8. Backstabber
9. Cannibal
10. The Harold Song
11. C U Next Tuesday
12. Animal
13. Dinosaur
14. Grow a Pear
15. Your Love Is My Drug
16. Tik Tok

Encore
1. We R Who We R
2. (You Gotta) Fight for Your Right (To Party!)

Source :

## Dates de la tournée
| Amérique du Nord    |                          |            |                                       |
| 15 février 2011     | Portland                 | États-Unis | McMenamins Crystal Ballroom           |
| 16 février 2011     | Seattle                  | États-Unis | Showbox SoDo                          |
| 19 février 2011     | Denver                   | États-Unis | Fillmore Auditorium                   |
| 20 février 2011     | Kansas City              | États-Unis | Uptown Theater                        |
| 22 février 2011     | Saint-Louis              | États-Unis | The Pageant Concert Nightclub         |
| 24 février 2011     | Chicago                  | États-Unis | House of Blues                        |
| 26 février 2011     | Détroit                  | États-Unis | The Fillmore Detroit                  |
| Océanie,            |                          |            |                                       |
| 3 mars 2011         | Brisbane                 | Australie  | Brisbane River Stage                  |
| 5 mars 2011[A]      | Brisbane                 | Australie  | Doomben Racecourse                    |
| 6 mars 2011[A]      | Joondalup                | Australie  | Arena Joondalup                       |
| 7 mars 2011         | Perth                    | Australie  | Challenge Stadium                     |
| 9 mars 2011         | Melbourne                | Australie  | Festival Hall                         |
| 10 mars 2011        | Sydney                   | Australie  | Hordern Pavilion                      |
| 12 mars 2011[A]     | Sydney                   | Australie  | Randwick Racecourse                   |
| 13 mars 2011[A]     | Melbourne                | Australie  | Flemington Racecourse                 |
| 14 mars 2011[A]     | Adelaide                 | Australie  | Rymill Park                           |
| 16 mars 2011        | Adelaide                 | Australie  | AEC Theatre                           |
| Amérique du Nord    |                          |            |                                       |
| 5 avril 2011        | Fairborn                 | États-Unis | McLin Gym                             |
| 6 avril 2011        | Toronto                  | Canada     | Kool Haus                             |
| 12 avril 2011       | Boston                   | États-Unis | House of Blues                        |
| 13 avril 2011       | New York                 | États-Unis | Roseland Ballroom                     |
| 16 avril 2011       | Clarion                  | États-Unis | Tippin Gym                            |
| 19 avril 2011       | Charlotte                | États-Unis | The Fillmore Charlotte                |
| 20 avril 2011       | Atlanta                  | États-Unis | The Tabernacle                        |
| 22 avril 2011       | Orlando                  | États-Unis | House of Blues                        |
| 26 avril 2011       | Dallas                   | États-Unis | House of Blues                        |
| 29 avril 2011       | Houston                  | États-Unis | Verizon Wireless Theater              |
| 3 mai 2011          | Reno                     | États-Unis | Grand Theatre                         |
| 4 mai 2011          | San Francisco            | États-Unis | Warfield Theatre                      |
| 6 mai 2011          | Los Angeles              | États-Unis | Hollywood Palladium                   |
| Europe              |                          |            |                                       |
| 23 juin 2011[F]     | Pilton                   | Angleterre | Worthy Farm                           |
| 24 juin 2011[F]     | Pilton                   | Angleterre | Worthy Farm                           |
| 1er juillet 2011[G] | Rotselaar                | Belgique   | Werchter Festival Grounds             |
| 3 juillet 2011      | Birmingham               | Angleterre | O2 Academy Birmingham                 |
| 6 juillet 2011[H]   | Karlskoga                | Suède      | Putte I Parken Festival Grounds       |
| 9 juillet 2011[I]   | Kinross                  | Écosse     | Balado                                |
| 11 juillet 2011     | Manchester               | Inglaterra | Manchester Apollo                     |
| 13 juillet 2011     | Londres                  | Inglaterra | HMV Hammersmith Apollo                |
| Amérique du Nord    |                          |            |                                       |
| 26 juillet 2011[J]  | Harrington               | États-Unis | Wilmington Trust Grandstand           |
| 28 juillet 2011[K]  | Columbus                 | États-Unis | Celeste Center                        |
| 30 juillet 2011     | Duluth                   | États-Unis | Arena at Gwinnett Center              |
| 31 juillet 2011     | Nashville                | États-Unis | Nashville Municipal Auditorium        |
| 2 août 2011         | The Woodlands            | États-Unis | Cynthia Woods Mitchell Pavilion       |
| 3 août 2011         | Cedar Park               | États-Unis | Cedar Park Center                     |
| 4 août 2011         | Dallas                   | États-Unis | Gexa Energy Pavilion                  |
| 7 août 2011         | Miami                    | États-Unis | Bayfront Park Amphitheater            |
| 9 août 2011         | Raleigh                  | États-Unis | Raleigh Amphitheater                  |
| 10 août 2011        | Charlotte                | États-Unis | Time Warner Cable Uptown Amphitheatre |
| 12 août 2011        | Uncasville               | États-Unis | Mohegan Sun Arena                     |
| 13 août 2011[L]     | Saint-Jean-sur-Richelieu | Canada     | Parc Pierre-Trahan                    |
| 14 août 2011        | Toronto                  | Canada     | Molson Amphitheatre                   |
| 16 août 2011        | Boston                   | États-Unis | Bank of America Pavilion              |
| 17 août 2011        | Philadelphie             | États-Unis | Festival Pier at Penn's Landing       |
| 20 août 2011        | Wantagh                  | États-Unis | Nikon at Jones Beach Theater          |
| 21 août 2011        | Fairfax                  | États-Unis | Patriot Center                        |
| 23 août 2011[M]     | Indianapolis             | États-Unis | The Lawn at White River State Park    |
| 24 août 2011        | Chicago                  | États-Unis | Charter One Pavilion                  |
| 25 août 2011[N]     | Mexico                   | Mexique    | Auditorio Nacional                    |
| 26 août 2011        | Clarkston                | États-Unis | DTE Energy Music Theatre              |
| 30 août 2011        | Saint Paul               | États-Unis | Roy Wilkins Auditorium                |
| 31 août 2011        | Council Bluffs           | États-Unis | Mid-America Center                    |
| 2 septembre 2011    | Kansas City              | États-Unis | Starlight Theatre                     |
| 3 septembre 2011    | Broomfield               | États-Unis | 1stBank Center                        |
| 6 septembre 2011    | Calgary                  | Canada     | Scotiabank Saddledome                 |
| 7 septembre 2011    | Edmonton                 | Canada     | Rexall Place                          |
| 9 septembre 2011    | Vancouver                | Canada     | Rogers Arena                          |
| 10 septembre 2011   | Seattle                  | États-Unis | WaMu Theatre                          |
| 11 septembre 2011   | Portland                 | États-Unis | Theater of the Clouds                 |
| 14 septembre 2011   | San Francisco            | États-Unis | Bill Graham Civic Auditorium          |
| 20 septembre 2011   | Phoenix                  | États-Unis | Comerica Theatre                      |

A  Ces concerts sont une partie du Future Music Festival.
F Ces concerts sont une partie du Glastonbury Festival
G Ces concerts sont une partie du Rock Werchter
H Ces concerts sont une partie du Putte i Parken Festival
I Ces concerts sont une partie du T in the Park
J Ces concerts sont une partie du Wilmington Trust Grandstand Concert Series
K Ces concerts sont une partie du Ohio State Fair
L Ces concerts sont une partie du International Balloon Festival of Saint-Jean-sur-Richelieu
M Ces concerts sont une partie du 1-800-Quit-Now Concert Series
N Ces concerts sont une partie du MTV World Stage Mexico